# تیم ملی فوتبال السالوادور
تیم ملی فوتبال السالوادور نمایندهٔ کشور السالوادور در مسابقات بین‌المللی است که زیر نظر فدراسیون فوتبال السالوادور فعالیت می‌کند.
اولین بازی رسمی این تیم در تاریخ ۱۴ سپتامبر ۱۹۲۱ میلادی در برابر تیم ملی فوتبال گواتمالا برگزار شده‌است.السالوادر دو بار در جام هاي جهاني حضور داشته كه بدون امتياز و با ۲۲ گل خورده و تنها يك گل زده آمار ضعيفي از خور به جاي گذاشته است.